# Drapeau de l'Union économique eurasiatique
Le drapeau de l'Union économique eurasiatique a été créé par un document officiel publié par cette union économique le 10 octobre 2014.

## Histoire
L'établissement d'un drapeau et d'un l'emblème de l'union a été prévu dans l'article 12, point 20 du traité instituant l'Union économique eurasiatique, lequel a été ratifié le 29 mai 2014, et les symboles ont été publiés le 10 octobre 2014, par la décision numéro 76 qui a été approuvée par décision du Conseil économique suprême d'Eurasie.

## Vexillologie et description
Selon le document de création et le Statut sur les symboles de l'Union économique eurasiatique, les symboles officiels du bloc sont le drapeau de l'Union et l'emblème de l'Union ; le drapeau reprend en son centre une image de l'emblème officiel de l'Union ; celui-ci se trouve au milieu d'un panneau rectangulaire de couleur blanche. L'emblème en question consiste en une figure dynamique de couleurs bleu et or en réflexion symétrique au centre de laquelle se trouve l'image de la carte circulaire de l'Eurasie.
La couleur blanche du drapeau et l'image de la carte des États membres reflètent le caractère pacifique des activités de l'Union. Le rapport entre la largeur du drapeau et sa taille est de 2 : 3.
L'image de l'emblème de l'Union symbolise le désir de coopération économique des États membres. Le bleu est le symbole de l'Europe. La couleur dorée est le symbole de l'Asie. Le cercle reflète les intérêts communs de deux parties du monde que sont l'Europe et l'Asie : la partie bleue du cercle se trouve dans la partie dorée de la figure dynamique, la partie dorée du cercle est dans la partie bleue de la figure dynamique. L'emblème de l'Union figure au centre du drapeau de l'Union. L'image du drapeau de l'Union doit correspondre à l'image du drapeau de l'Union ; et inversement.

## Usages officiels
Le drapeau de l'Union et l'emblème de l'Union doivent être placés :
- Dans les bâtiments ou installations occupés par des organismes de l'Union ;
- Dans les bâtiments ou locaux où se tiennent les réunions des organes de l'Union, pendant la durée de leur mise en œuvre[4].